# Mêlée
Mêlée was een poprock-kwartet uit het Californische Orange County. De manager van de band was Adam Harrison.
In de beginjaren van de eenentwintigste eeuw heeft de band veel getoerd, waarbij 15.000 stuks van het album Everyday Behaviour (2004) zijn verkocht. Mêlée is sinds 2006 verbonden aan het label Warner Bros. Records, waarbij de groep haar nieuwste album Devils & Angels heeft uitgebracht. Het album werd geproduceerd door Howard Benson (My Chemical Romance, Daughtry). Van verschillende nummers, waaronder Built to Last, zijn videoclips verschenen.
Het nummer Built to Last krijgt ook in Nederland aandacht. Het verschijnt op single en is verkozen tot Alarmschijf op Radio 538.

## Bandleden
- Chris Cron (zang, keyboard, gitaar)
- Ricky Sans (gitaar, zang)
- Ryan Malloy (bas, zang)
- Derek Rock (drums)

## Discografie

### Albums
| Album met eventuele hitnotering(en) in de Nederlandse Album Top 100 | Datum van verschijnen | Datum van binnenkomst | Hoogste positie | Aantal weken | Opmerkingen |
| ------------------------------------------------------------------- | --------------------- | --------------------- | --------------- | ------------ | ----------- |
| Everyday behavior                                                   | 29-06-2004            | -                     |                 |              |             |
| Raising the spirit                                                  | 22-09-2004            | -                     |                 |              |             |
| Devils & angels                                                     | 05-03-2007            | 15-03-2008            | 26              | 15           |             |
| The Masquerade                                                      | 18-08-2010            | -                     |                 |              |             |

### Singles
| Single met eventuele hitnotering(en) in de Nederlandse Top 40 | Datum van verschijnen | Datum van binnenkomst | Hoogste positie | Aantal weken | Opmerkingen |
| ------------------------------------------------------------- | --------------------- | --------------------- | --------------- | ------------ | ----------- |
| Built to Last                                                 | 2008                  | 16-02-2008            | 7               | 18           | Alarmschijf |
| Imitation                                                     | 2008                  | 12-07-2008            | 24              | 6            |             |
| Can't Hold On                                                 | 2008                  | 11-10-2008            | tip11           | -            |             |

| Single met hitnotering(en) in de Vlaamse Ultratop 50 | Datum van verschijnen | Datum van binnenkomst | Hoogste positie | Aantal weken | Opmerkingen |
| ---------------------------------------------------- | --------------------- | --------------------- | --------------- | ------------ | ----------- |
| Built to Last                                        | 2008                  | 01-03-2008            | 30              | 8            |             |
| Imitation                                            | 2008                  | 12-07-2008            | tip13           | -            |             |